# Autódromo Oscar y Juan Gálvez

A pálya 1954-ben

A pálya 1974-ben

Az Autódromo Oscar Alfredo Gálvez egy motorsport-versenypálya az argentínai Buenos Airesben, amelyet 1952-ben, Juan Perón elnöksége alatt építettek, és a diktátor bukásáig az Autódromo 17 de Octubre (Október 17-e versenypálya) nevet viselte, mivel erre a napra, 1945. október 17-ére szervezett az elnök felesége, Evita Perón nagyszabású munkástüntetést, mely férje szabadon bocsátását követelte. 1998-ban Óscar Alfredo Gálvez tiszteletére a pálya felvette a híres argentin autóversenyző nevét. Gálvez egyetlen Formula–1-es futamon, az 1953-as argentin nagydíjon vett részt, ahol ötödikként végzett, és így két pontot szerzett.
A pályát a város déli részén, sík területen, egy parkban alakították ki, és lelátókkal vették körül, melyek kitűnő rálátást biztosítanak a legtöbb néző számára a teljes pályára.
Buenos Airesben 1953 és 1998 között húsz alkalommal került megrendezésre a Formula–1 argentin nagydíj, de a gyorsasági motoros világbajnokság keretein belül is rendeztek futamot 1961-től 1999-ig valamint többek között az 1000 km-es Buenos Aires sportautó-versenyt az 1950-es illetve 1970-es években. A pálya rendkívül lassú, és kevés előzési lehetőséggel rendelkezik.
Az 1950-es és 1970-es években mindig januárban rendezték a nagydíjakat, és az 1958-ig három órán keresztül autóztak a pilóták a sokszor közel 100 körös versenyen.
Az ötszörös világbajnok, Juan Manuel Fangio hat alkalommal állt rajthoz hazai versenyén, amelyből négyet megnyert.